# Vrtoče (Drvar, BiH)
Vrtoče su naseljeno mjesto u općini Drvar, Federacija Bosne i Hercegovine, BiH.

## Stanovništvo

### Popisi 1971. – 1991.
| Vrtoče             |                |                |                |
| godina popisa      | 1991.          | 1981.          | 1971.          |
| Srbi               | 1.528 (96,58%) | 1.405 (91,77%) | 1.325 (98,80%) |
| Hrvati             | 3 (0,18%)      | 3 (0,19%)      | 1 (0,07%)      |
| Muslimani          | 0              | 0              | 1 (0,07%)      |
| Jugoslaveni        | 50 (3,16%)     | 121 (7,90%)    | 3 (0,22%)      |
| ostali i nepoznato | 1 (0,06%)      | 2 (0,13%)      | 11 (0,82%)     |
| ukupno             | 1.582          | 1.531          | 1.341          |

### Popis 2013.
| Vrtoče             |              |
| godina popisa      | 2013.        |
| Srbi               | 809 (98,06%) |
| Hrvati             | 9 (1,09%)    |
| Bošnjaci           | 0            |
| ostali i nepoznato | 7 (0,85%)    |
| ukupno             | 825          |

## Znamenitosti
Na lokalitetu Spasovina djelovala je dvorska klesarska radionica iz vremena kneza Branimira.
U mjestu su dvije pravoslavne crkve, crkva sv. Save i crkva Vaznesenja Gospodnjeg (44°22′40″N 16°21′45″E / 44.377783°N 16.362483°E). Crkva Vaznesenja Gospodnjeg je na groblju Spasovina.